# Pod Borkem (rybník)
Rybníček Pod Borkem  o rozloze vodní plochy 0,4 ha se nalézá na okraji lesa u polní cesty vedoucí z Borku asi 1 km jihozápadně od centra obce Borek v okrese Pardubice. U rybníka se nalézá myslivecká klubovna a studánka Pustinka rekonstruovaná v roceš 2015. Rybník je využíván pro chov ryb. 

## Galerie

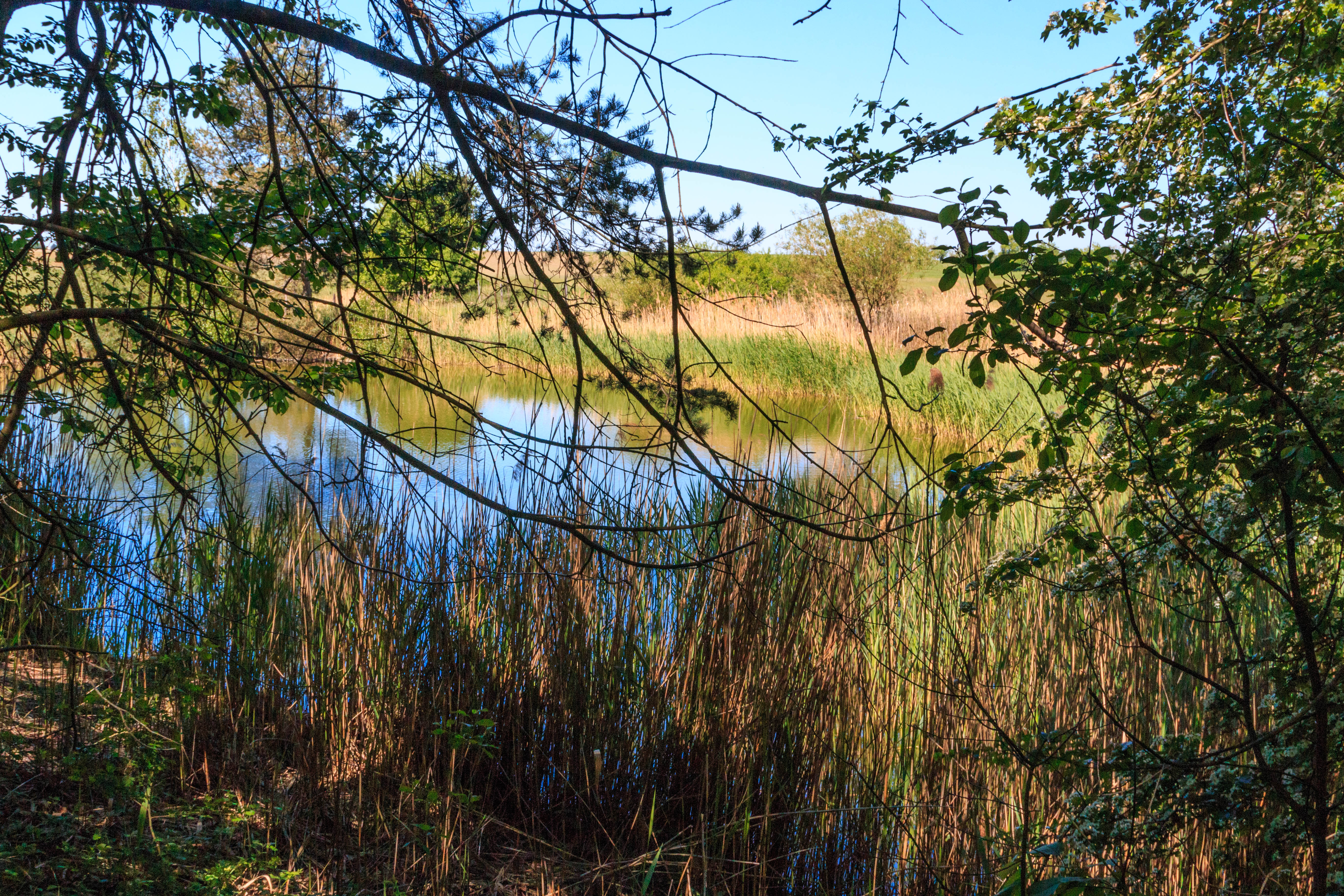
pohled na rybníček Pod Borkem
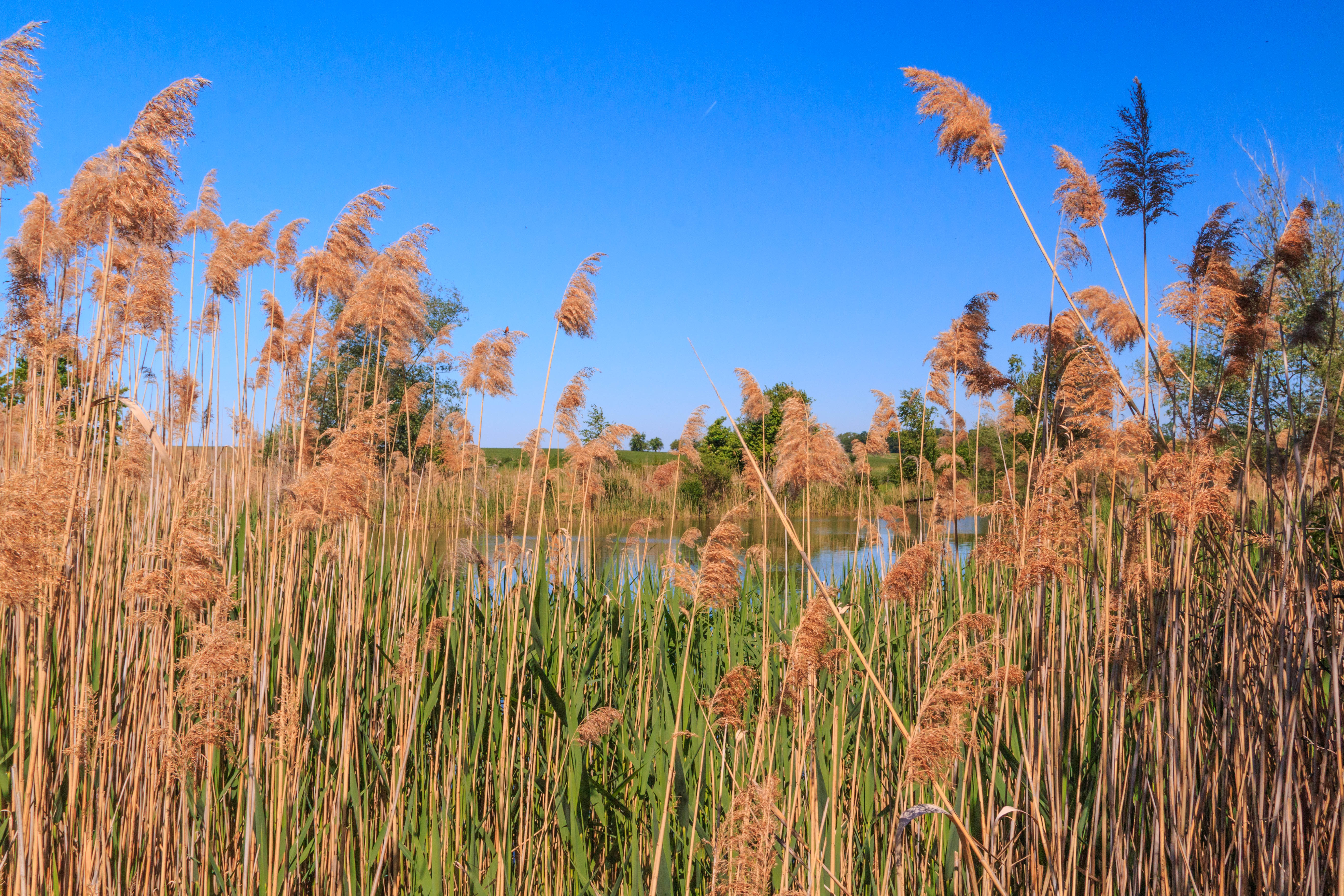
pohled na rybníček Pod Borkem
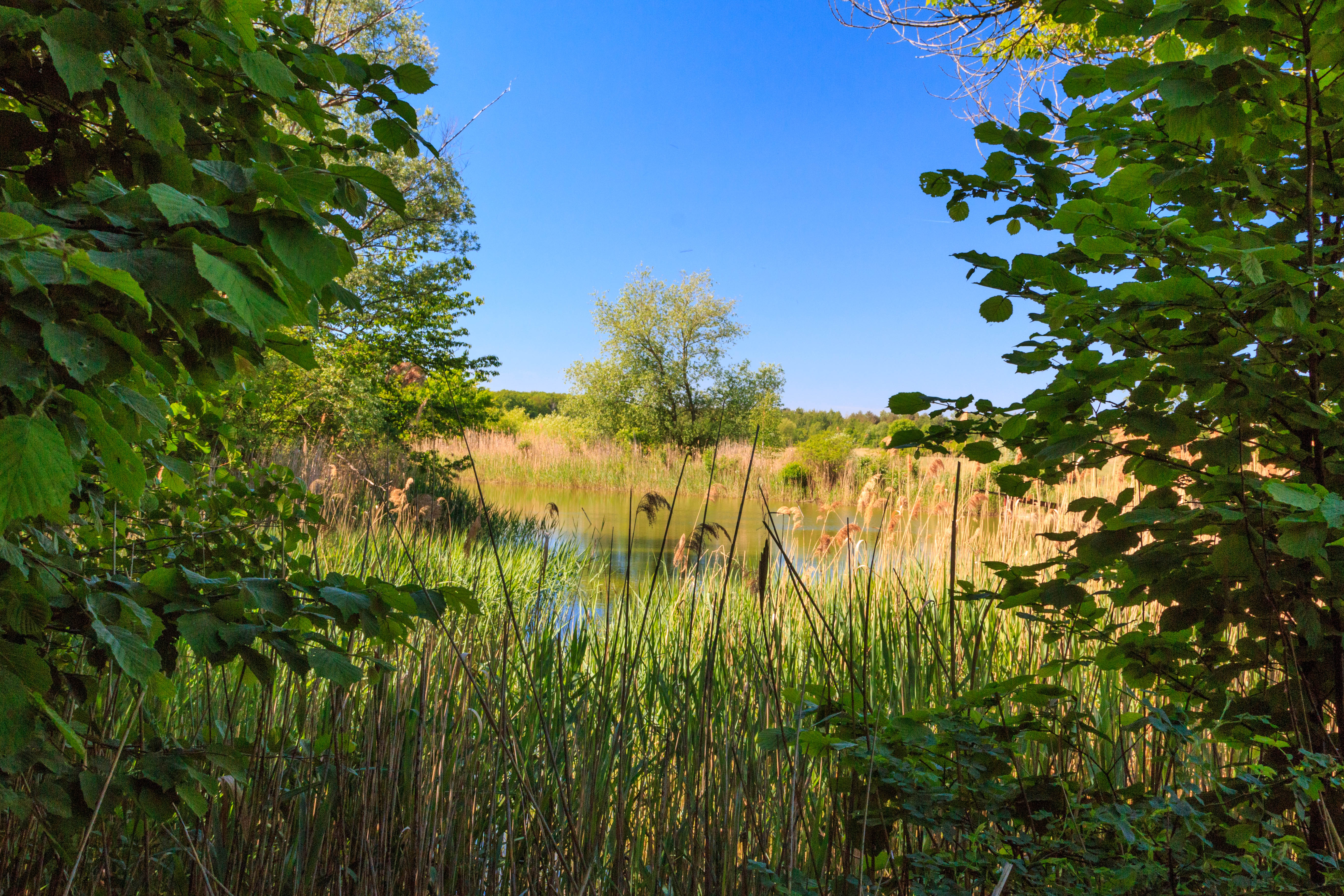
pohled na rybníček Pod Borkem
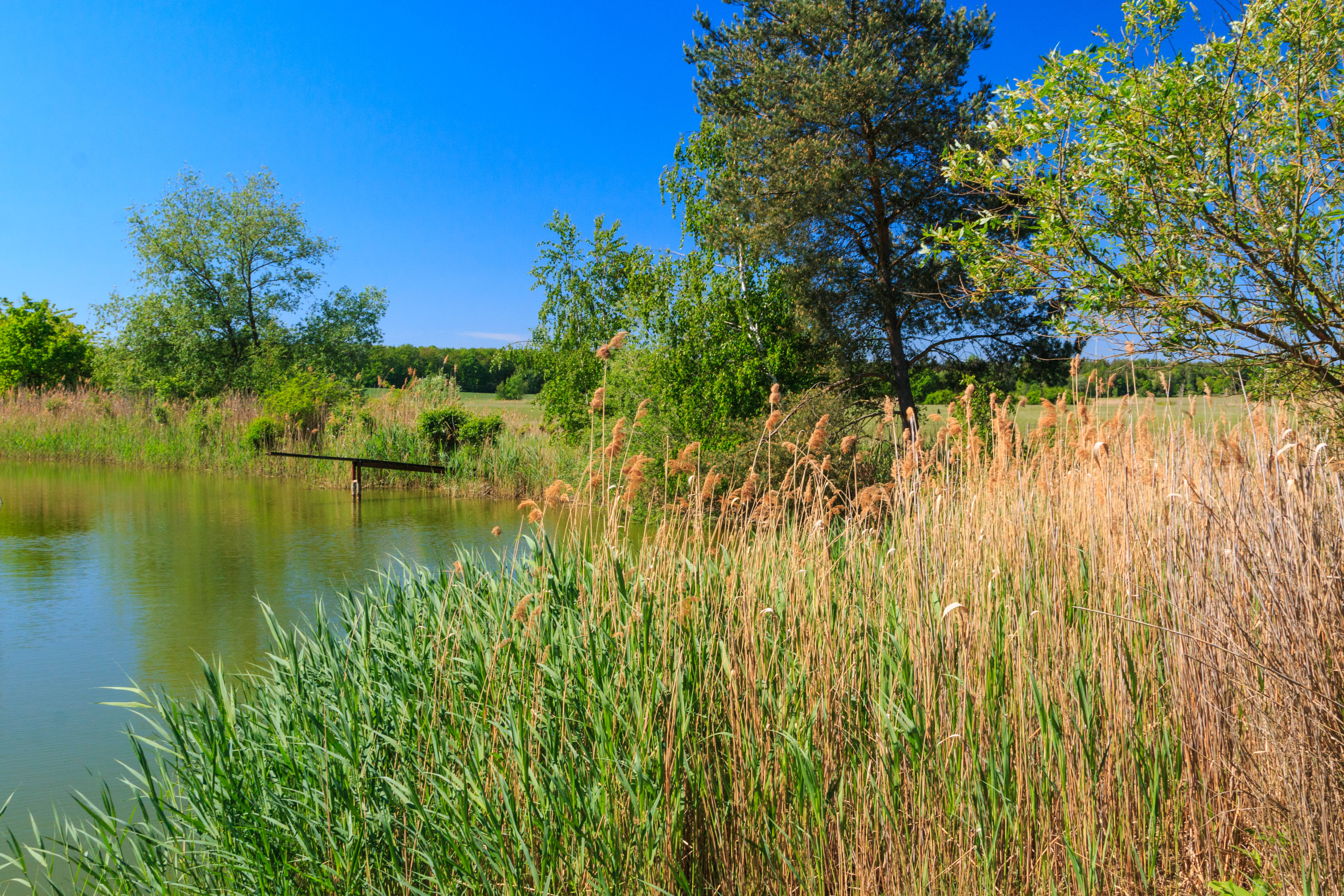
pohled na rybníček Pod Borkem